# أرنست سترومر
أرنست سترومر(12 يونيو 1870 - 18 ديسمبر 1952) (بالإنجليزية: Ernst Stromer)‏ متخصص في علم الأحياء القديمة.
قام في بداية القرن العشرين باكتشافات عديدة للديناصورات بالواحات البحرية, وقام في 1944 ببناء متحف في مدينة ميونخ عرض فيه عظام الديناصورات وقد دمر هذا المتحف بقنبلة خلال الحرب العالمية الثانية, وكانت أبحاث هذا العالم الألماني أرنست سترومر قد تم نشرها في مقالين في عام 1915 وعام 1936.
في عام 2001 قام العالم الأمريكي جوشوا سميث رئيس بعثة أمريكية مع الجيولوجي المصري يسري عطية ممثل لهيئة المساحة الجيولوجية المصرية باعمال اكتشافية في الواحات البحرية وبعد ثلاثة أسابيع من العمل عثروا علي الكشف الخطير للديناصورات لكن المصادفة قادتهم إلي نفس الموقع الذي عمل فيه من قبل الجيولوجي الألماني أرنست سترومر خاصة لأنهم وجدوا قصاصات من الصحف الألمانية وعلب أكل والعديد من الأشياء الأخرى التي تؤكد أن هذا الموقع هو ذاته الذي عمل فيه العالم الألماني من قبل وقد عثروا علي جزء ضخم من فخذ الديناصور ويعتبر ثاني أضخم ديناصور عاش من قبل وأطلقوا علي هذا الديناصور اسم Paralititan stromeri وذلك تكريما للباحث الألماني.

## روابط خارجية
- أرنست سترومر على موقع الموسوعة البريطانية (الإنجليزية)
- أرنست سترومر على موقع مونزينجر (الألمانية)